# غالب القمش
اللواء غالب مطهر القمش سياسي وعسكري يمني ويعتبر من ابرز رجال اركان الحكم في اليمن منذ عام 1980 وحتى من بعد سقوط نظام الرئيس علي عبد الله صالح في عام 2011.

## مولده
ولد في قرية (الأصياح)، في ناحية خارف، محافظة عمران.

## نشأته وتعليمة
نشأ في قريته، وتلقى مبادئ العلوم في كُتَّابها، ثم أخذه الإمام أحمد بن يحيى حميد الدين رهينة مع بعض أبناء قبيلته؛ ضمانًا لولاء قبيلتهم لحكمه، وأبقاهم في مدينة صنعاء ، وعندما قامت ثورة 26 سبتمبر و التي أطاحت بالنظام الملكي عام 1962 واصل تعليمه وحصل على المرحلة الإعدادية وانضم إلى الجيش الجمهوري في سنٍّ مبكرة، في سلاح المشاة، وحصل على دورة تدريبية في مدرسة المدرعات، ثم عمل فترة قصيرة في وحدة عسكرية كانت تسمى (قوات العاصفة) ومنها إلى قوات المدرعات لفترة قصيرة ثم التحق بالكلية الحربية سنة 1965 وتخرج منها سنة 1968 ، ثم عمل مدرسًا معيدًا فيها حتى سنة 1977 وواصل أثناء ذلك تعليمه النظامي المدرسي حتى حصل على الثانوية العامة ثم التحق بجامعة صنعاء في كلية الاقتصاد والعلوم السياسية، قسم الإدارة في بداية دفعاتها الأولى.

## المناصب التي تقلدها
- في عام 1977 عين أركان حرب لقوات الشرطة العسكرية
- في عام 1978 عُين قائدًا للشرطة العسكرية
- وفي عام 1980 عُيّن رئيسًا للجهاز المركزي للأمن الوطني جهاز الأمن السياسي (اليمن)
- بعد قيام الوحدة اليمنية في عام 1990 عُيّن وزيرًا للداخلية إلى جانب عمله رئيسًا لجهاز المخابرات حتى عام 1993م، ثم أعفي من عمله وزيرًا للداخلية، وبقي في عمله رئيسًا لجهاز المخابرات اليمنية. جهاز الامن السياسي
- مدير جهاز الامن السياسي حتى 7 مارس 2014 م

و يعمل حالياً سفير بوزارة الخارجية اليمنية